# Major League Baseball 1886
1886 års säsong av Major League Baseball (MLB) var den elfte i MLB:s historia. MLB bestod under denna säsong av National League (NL), som bestod av åtta klubbar, och American Association (AA), som bestod av åtta klubbar. Mästare i NL blev Chicago White Stockings, som därmed tog sin sjätte ligatitel. Mästare i AA blev St. Louis Browns, som därmed tog sin andra ligatitel.
För tredje gången spelades ett slutspel mellan mästarna i NL och AA, ibland kallat "World's Series". Matchserien spelades i bäst av sju matcher och vanns av St. Louis Browns över Chicago White Stockings med 4–2 i matcher. Matchserien var mest av uppvisningskaraktär och räknas inte som en officiell World Series av MLB.

## Tabeller

### National League
| Klubb                   | M   | V  | F  | O | V%    | GB   | PF  | PM  |
| ----------------------- | --- | -- | -- | - | ----- | ---- | --- | --- |
| Chicago White Stockings | 126 | 90 | 34 | 2 | 0,726 | –    | 901 | 555 |
| Detroit Wolverines      | 126 | 87 | 36 | 3 | 0,707 | 2,5  | 836 | 538 |
| New York Giants         | 124 | 75 | 44 | 5 | 0,630 | 12,5 | 693 | 558 |
| Philadelphia Phillies   | 119 | 71 | 43 | 5 | 0,623 | 14   | 620 | 498 |
| Boston Beaneaters       | 118 | 56 | 61 | 1 | 0,479 | 30,5 | 657 | 659 |
| St. Louis Maroons       | 126 | 43 | 79 | 4 | 0,352 | 46   | 548 | 712 |
| Kansas City Cowboys     | 126 | 30 | 91 | 5 | 0,248 | 58,5 | 494 | 874 |
| Washington Nationals    | 125 | 28 | 92 | 5 | 0,233 | 60   | 444 | 799 |

### American Association
| Klubb                    | M   | V  | F  | O | V%    | GB   | PF  | PM  |
| ------------------------ | --- | -- | -- | - | ----- | ---- | --- | --- |
| St. Louis Browns         | 139 | 93 | 46 | 0 | 0,669 | –    | 944 | 595 |
| Pittsburgh Alleghenys    | 140 | 80 | 57 | 3 | 0,584 | 12   | 811 | 645 |
| Brooklyn Grays           | 141 | 76 | 61 | 4 | 0,555 | 16   | 832 | 830 |
| Louisville Colonels      | 138 | 66 | 70 | 2 | 0,485 | 25,5 | 829 | 802 |
| Cincinnati Red Stockings | 141 | 65 | 73 | 3 | 0,471 | 27,5 | 882 | 864 |
| Philadelphia Athletics   | 139 | 63 | 72 | 4 | 0,467 | 28   | 771 | 940 |
| New York Metropolitans   | 137 | 53 | 82 | 2 | 0,393 | 38   | 629 | 767 |
| Baltimore Orioles        | 139 | 48 | 83 | 8 | 0,366 | 41   | 623 | 878 |

## World's Series
| 1 | 18 oktober 1886 | Chicago White Stockings | 6 – 0   | St. Louis Browns | Congress Street Grounds                              |                                                      |
|   |                 | W: Clarkson (1-0)       | Rapport | L: Foutz (0-1)   | Chicago, IL Publik: Cirka 5 500 Domare: Jack McQuaid | Chicago, IL Publik: Cirka 5 500 Domare: Jack McQuaid |

| 2 | 19 oktober 1886 | Chicago White Stockings | 0 – 12 (8) | St. Louis Browns                     | Congress Street Grounds                                                                 |                                                                                         |
|   |                 | L: McCormick (0-1)      | Rapport    | W: Caruthers (1-0) HR: O'Neill 2 (2) | Chicago, IL Publik: Cirka 8 000 Längd: 2:00 Domare: Jack McQuaid, Joe Quest, Kick Kelly | Chicago, IL Publik: Cirka 8 000 Längd: 2:00 Domare: Jack McQuaid, Joe Quest, Kick Kelly |

| 3 | 20 oktober 1886 | Chicago White Stockings                  | 11 – 4 (8) | St. Louis Browns   | Congress Street Grounds                                        |                                                                |
|   |                 | W: Clarkson (2-0) HR: Gore (1) Kelly (1) | Rapport    | L: Caruthers (1-1) | Chicago, IL Publik: Cirka 5 000 Längd: 2:15 Domare: Kick Kelly | Chicago, IL Publik: Cirka 5 000 Längd: 2:15 Domare: Kick Kelly |

| 4 | 21 oktober 1886 | St. Louis Browns | 8 – 5 (7) | Chicago White Stockings | Sportsman's Park                                                 |                                                                  |
|   |                 | W: Foutz (1-1)   | Rapport   | L: Clarkson (2-1)       | St. Louis, MO Publik: Cirka 10 000 Längd: 1:50 Domare: Joe Quest | St. Louis, MO Publik: Cirka 10 000 Längd: 1:50 Domare: Joe Quest |

| 5 | 22 oktober 1886 | St. Louis Browns | 10 – 3 (7) | Chicago White Stockings | Sportsman's Park                                                                           |                                                                                            |
|   |                 | W: Hudson (1-0)  | Rapport    | L: Williamson (0-1)     | St. Louis, MO Publik: Cirka 12 000 Längd: 1:45 Domare: Jack McQuaid, Joe Quest, Kick Kelly | St. Louis, MO Publik: Cirka 12 000 Längd: 1:45 Domare: Jack McQuaid, Joe Quest, Kick Kelly |

| 6         | 23 oktober 1886 | St. Louis Browns   | 4 – 3 (10) | Chicago White Stockings           | Sportsman's Park                                                     |                                                                      |
| 14:30 CST | 14:30 CST       | W: Caruthers (2-1) | Rapport    | L: Clarkson (2-2) HR: Pfeffer (1) | St. Louis, MO Publik: Cirka 10 000 Längd: 2:15 Domare: Gracie Pierce | St. Louis, MO Publik: Cirka 10 000 Längd: 2:15 Domare: Gracie Pierce |

## Statistik

### National League

#### Slagmän

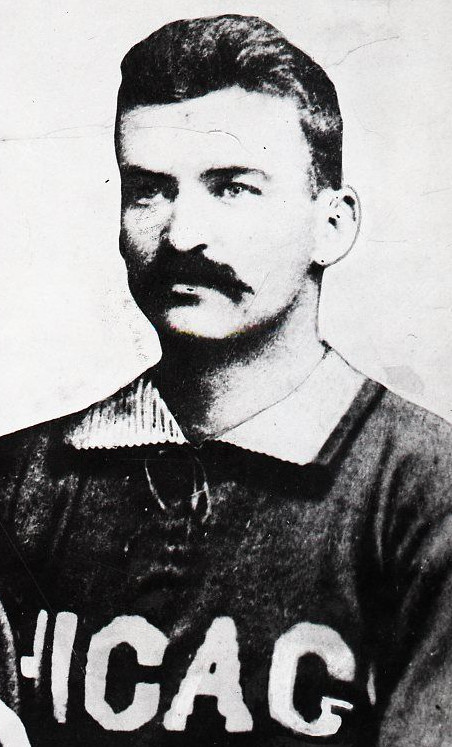
King Kelly.

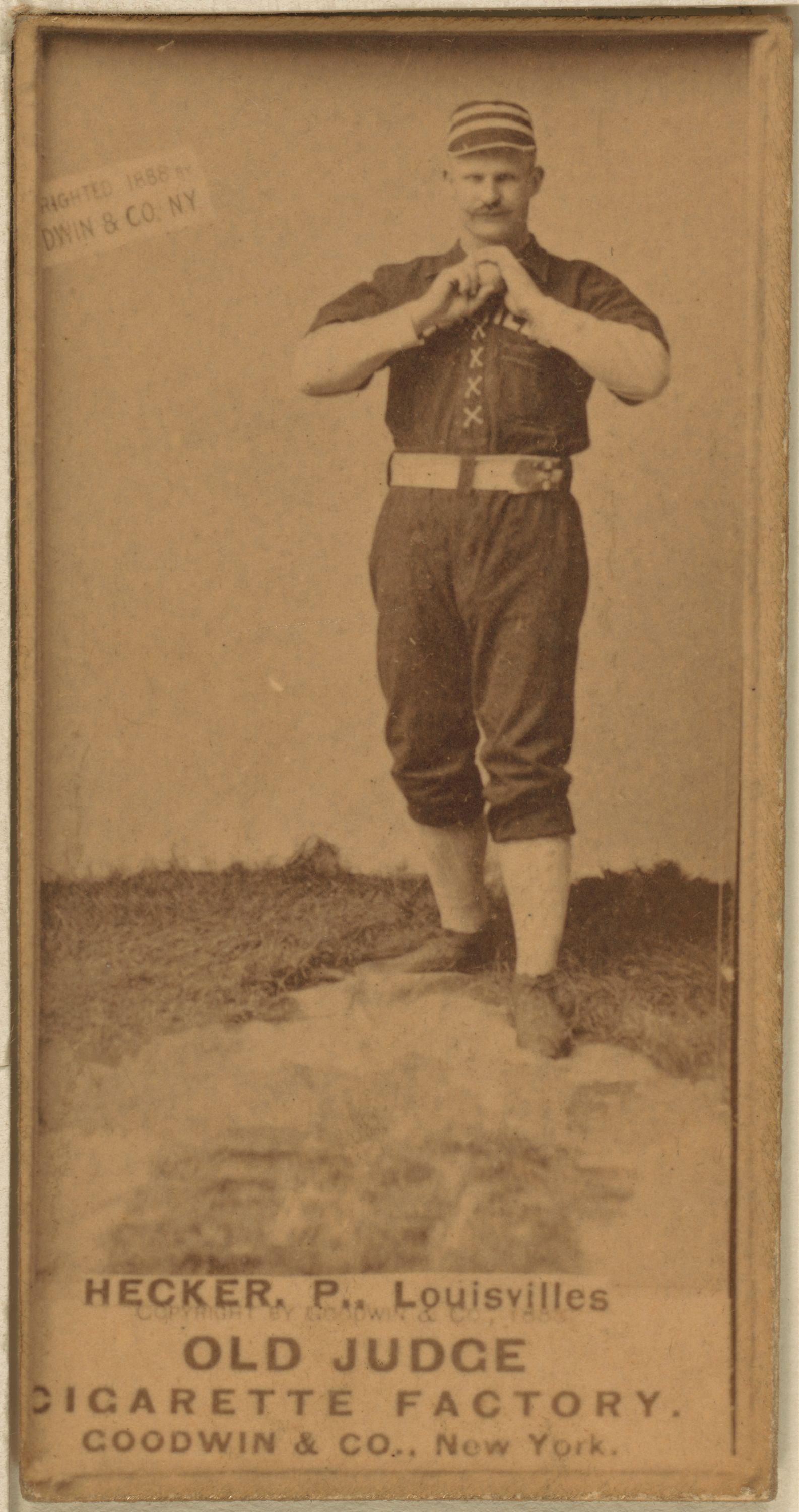
Guy Hecker.

Källa: 
| Kategori | Slagman                          | Klubb | Värde |
| -------- | -------------------------------- | ----- | ----- |
| AVG      | King Kelly                       | CHI   | 0,388 |
| HR       | Dan Brouthers · Hardy Richardson | DET   | 11    |
| RBI      | Cap Anson                        | CHI   | 147   |
| R        | King Kelly                       | CHI   | 155   |
| H        | Hardy Richardson                 | DET   | 189   |
| OBP      | King Kelly                       | CHI   | 0,483 |
| SLG      | Dan Brouthers                    | DET   | 0,581 |
| SB       | Ed Andrews                       | PHI   | 56    |

#### Pitchers

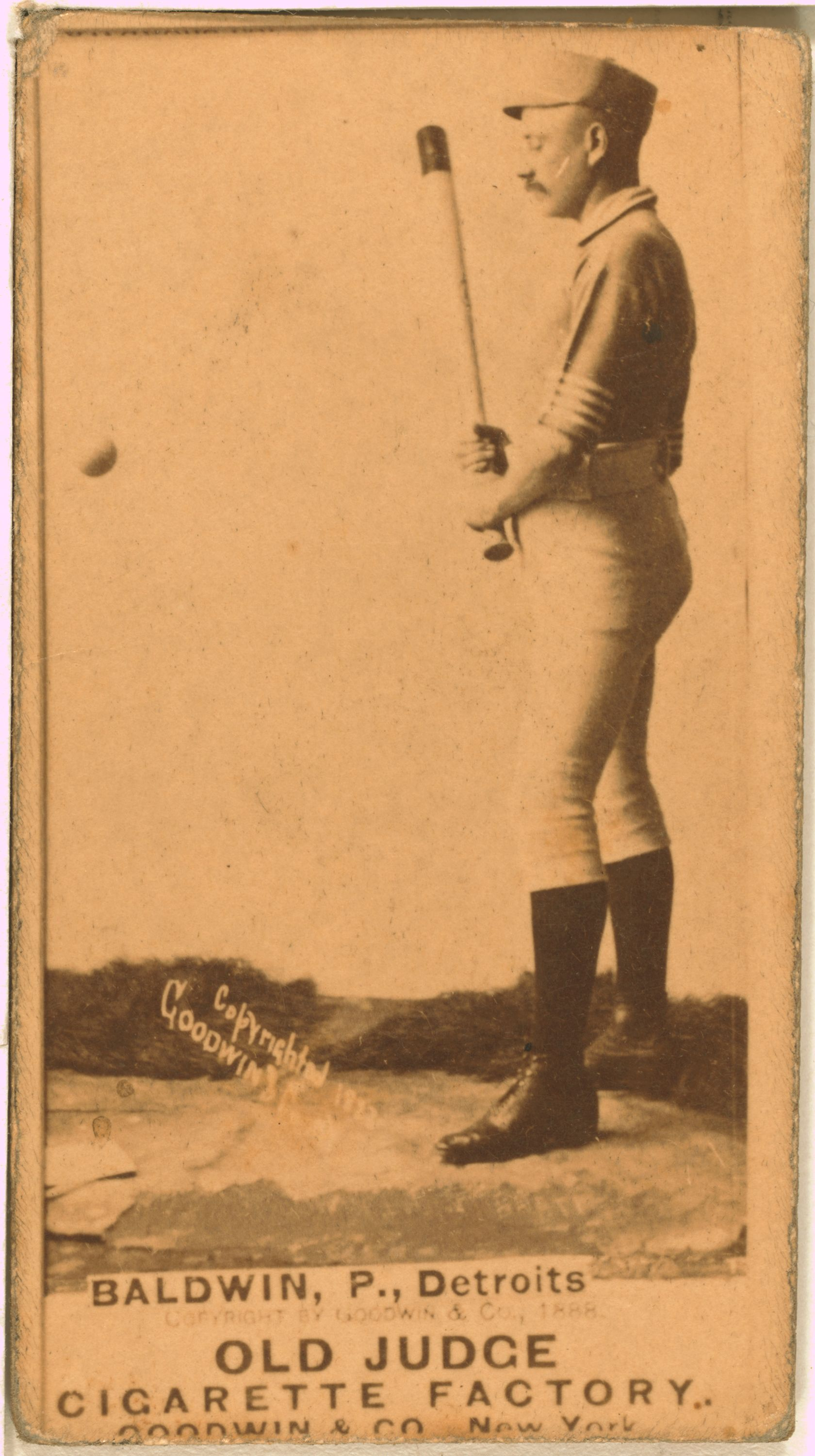
Lady Baldwin.

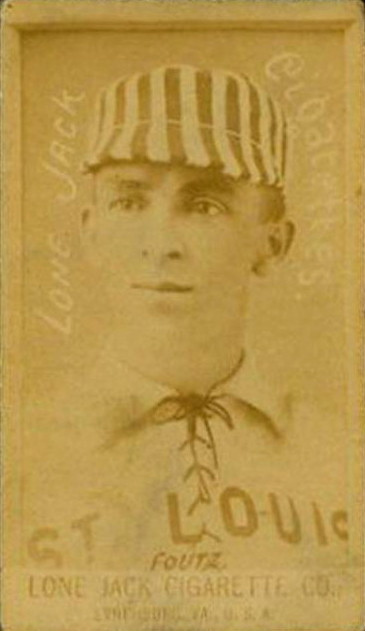
Dave Foutz.

Källa: 
| Kategori | Pitcher                  | Klubb   | Värde |
| -------- | ------------------------ | ------- | ----- |
| W        | Lady Baldwin · Tim Keefe | DET NYG | 42    |
| ERA      | Henry Boyle              | STL     | 1,76  |
| SO       | Lady Baldwin             | DET     | 323   |
| IP       | Tim Keefe                | NYG     | 535,0 |
| CG       | Tim Keefe                | NYG     | 62    |
| SHO      | Lady Baldwin             | DET     | 7     |
| SV       | Charlie Ferguson         | PHI     | 2     |
| WHIP     | Lady Baldwin             | DET     | 0,97  |

### American Association

#### Slagmän
Källa: 
| Kategori | Slagman       | Klubb | Värde |
| -------- | ------------- | ----- | ----- |
| AVG      | Guy Hecker    | LOU   | 0,341 |
| HR       | Bid McPhee    | CIN   | 8     |
| RBI      | Tip O'Neill   | STL   | 107   |
| R        | Arlie Latham  | STL   | 152   |
| H        | Dave Orr      | NYM   | 193   |
| OBP      | Bob Caruthers | STL   | 0,448 |
| SLG      | Dave Orr      | NYM   | 0,527 |
| SB       | Harry Stovey  | PHI   | 68    |

#### Pitchers
Källa: 
| Kategori | Pitcher                                                       | Klubb           | Värde |
| -------- | ------------------------------------------------------------- | --------------- | ----- |
| W        | Dave Foutz · Ed Morris                                        | STL PIT         | 41    |
| ERA      | Dave Foutz                                                    | STL             | 2,11  |
| SO       | Matt Kilroy                                                   | BAL             | 513   |
| IP       | Toad Ramsey                                                   | LOU             | 588,2 |
| CG       | Matt Kilroy · Toad Ramsey                                     | BAL LOU         | 66    |
| SHO      | Ed Morris                                                     | PIT             | 12    |
| SV       | Bones Ely · Dave Foutz · Nat Hudson · Ed Morris · Joe Strauss | LOU STL PIT LOU | 1     |
| WHIP     | Ed Morris                                                     | PIT             | 1,03  |